# Hogna propria
Hogna propria là một loài nhện trong họ Lycosidae.
Loài này thuộc chi Hogna. Hogna propria được Carl Friedrich Roewer miêu tả năm 1959.